# Tanyptera (Mesodictenidia) digitata
Tanyptera (Mesodictenidia) digitata is een tweevleugelige uit de familie langpootmuggen (Tipulidae). De soort komt voor in het Oriëntaals gebied.